# Ercole I d'Este
Ercole I d'Este (Ferrara, 26 oktober 1431 — aldaar, 15 juni 1505) was van 1471 tot 1505 hertog van Ferrara, Modena en Reggio. Hij was een zoon van Niccolò III d'Este en opvolger van zijn broer Borso.
De republiek Venetië - die met Ferrara in conflict lag over het zoutmonopolie - viel tijdens Ercoles heerschappij op aanstichten van paus Sixtus IV zijn territorium binnen. De paus wenste dit gebied voor zijn neef Girolamo Riario te verkrijgen. Ercole werd echter door de meeste Italiaanse staten gesteund, inclusief zijn zwager hertog Ludovico Sforza ("il Moro") van Milaan - op wiens steun Sixtus had gerekend. Uiteindelijk werd deze in 1484 gedwongen vrede te sluiten maar Ercole moest daarbij wel  Rovigo en de Polesine aan doge Giovanni Mocenigo afstaan.

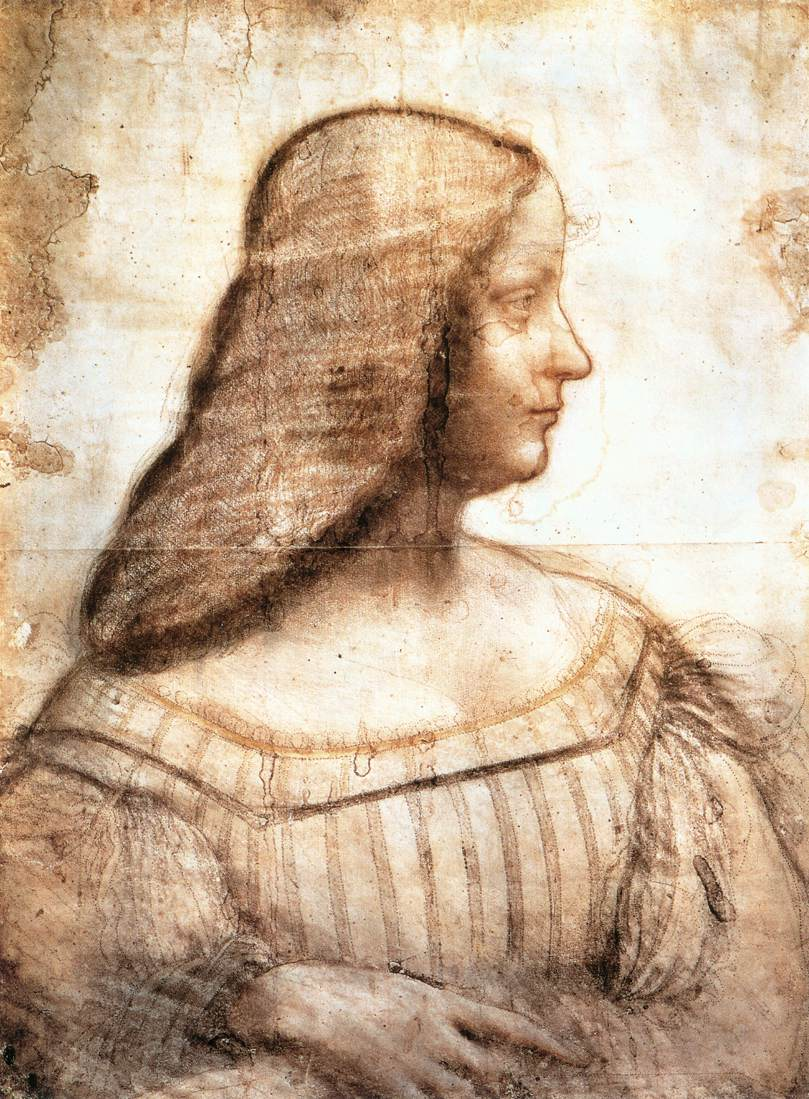
Zijn dochter Isabella d'Este

De laatste jaren van Ercoles heerschappij verliepen vreedzaam en voorspoedig. Hij zette het mecenaat van zijn voorgangers voort en Ferrara bleef het centrum voor literatuur en kunst dat het al was. De dichter Matteo Maria Boiardo was er minister en de schrijver Ludovico Ariosto zijn beschermeling.

## Huwelijk en kinderen
Ercole trouwde op 3 juli 1473 te Ferrara met Leonora van Napels, dochter van koning Ferdinand I van Napels, zij hadden samen zeven kinderen:
- Isabella (1474 – 1539), door haar huwelijk met Francesco II Gonzaga markgravin van Mantua en een van de machtigste vrouwen van de Italiaanse renaissance
- Beatrice (1475 – 1497), hertogin van Milaan, huwde met Ludovico Sforza en ondersteunde hem in zijn politiek
- Alfonso I (1476 – 1534), volgde zijn vader op als hertog
- Ferrante (Napels 1477 – Ferrara 22 februari 1540)
- Ippolito (Ferrara 20 maart 1479 – aldaar augustus 1520), kardinaal d'Este 1493, militair en beschermheer van de kunst
- Sigismondo (1480 – 1524)

Naast deze wettige kinderen had hij nog drie illegitieme kinderen.
- Lorenzo († 1471), oudste zoon bij een onbekende moeder
- Lucrezia (ca 1470 – 1516/18), huwde Annibale II Bentivoglio (1467 – juni 1540), condottiere van Bologna
- Giulio (Ferrara 13 juli 1478 – 24 maart 1561)